# Луговое (Львовская область)
Луговое (укр. Лугове) — село в Заболотцевской сельской общине Золочевского района Львовской области Украины.
Население по переписи 2001 года составляло 702 человека. Занимает площадь 2,185 км². Почтовый индекс — 80631. Телефонный код — 3266.

## История
До 1918 года входило в состав округа Броды королевства Галиции и Лодомерии в составе Австро-Венгрии. В 1918–1939 годах – в составе Тарнопольского воеводства Польши. С 1939 – в составе Украинской ССР.
В 1946 г. Указом Президиума Верховного Совета УССР село Чехи переименовано в Луговое.

## Известные уроженцы
- Черняк, Евгений Иосифович (1895—1937) — украинский советский литературный работник, редактор ежемесячного журнала «Життя й революція», историк, работник культуры, киновед, публицист, профессор.